# Io sì (Seen)
Io sì (Seen) è un singolo della cantante italiana Laura Pausini, pubblicato il 23 ottobre 2020 per la colonna sonora del film La vita davanti a sé (The Life Ahead in lingua inglese).
È la prima canzone non in lingua inglese ad aver vinto un Golden Globe ed un Satellite Award e la prima canzone in italiano (nonché decima non in lingua inglese) ad essere nominata ai Premi Oscar.

## Descrizione
Il testo della versione italiana è stato scritto da Laura Pausini e Niccolò Agliardi mentre il testo e la musica nella versione originale sono stati composti dalla compositrice statunitense Diane Warren e accompagna il film in tutte le versioni internazionali in lingua italiana.
Diane Warren ha scritto la versione originale della canzone, con testo in lingua inglese, appositamente per il film La vita davanti a sé, ed ha poi coinvolto Laura Pausini nel progetto durante l'estate 2020. Dopo aver visto il film, la Pausini ha accettato di eseguire la canzone, identificandosi nel suo messaggio sulla diversità e contro i pregiudizi e il razzismo, traducendola in italiano con il suo collaboratore Niccolò Agliardi. Nonostante fossero abituati a comporre istintivamente, Pausini e Agliardi hanno lavorato all'adattamento dei testi per 25 giorni, poiché la cantante voleva essere sicura di rispettare il significato del film. La cantante ha registrato le voci nello studio personale di Laura Pausini, ORS Oliveta Recording Studio a Castel Bolognese in Emilia-Romagna, mentre la parte della FILMharmonic Orchestra di Praga, diretta da Richard Hein, è stata registrata separatamente dal produttore Petr Pýcha e dal fonico Jan Holzner; il produttore è Greg Wells.
Il film La vita davanti a sé, tratto dall'omonimo romanzo di Romain Gary del 1975, è stato diretto dal regista Edoardo Ponti, figlio di Sophia Loren, ed è stato rilasciato sulla piattaforma Netflix dal 13 novembre 2020 (doveva inoltre essere distribuito il 3, 4 e 5 novembre 2020 nelle sale cinematografiche italiane ma a causa della pandemia di COVID-19 non è stato possibile in relazione alle leggi vigenti). La trama parla della storia di Madame Rosa, un'anziana sopravvissuta all'olocausto, interpretata da Sophia Loren, che nel suo modesto appartamento a Bari si prende cura dei figli delle prostitute e sviluppa un legame speciale con Momo (Ibrahima Gueye), un bambino dodicenne senegalese con un carattere difficile che l'ha derubata. Insieme supereranno la loro solitudine, formando un'insolita famiglia.
Sono state inoltre realizzate anche le versioni del brano in lingua inglese, francese, spagnola e portoghese e pubblicate sull'EP Io sì (Seen) rilasciato in tutte le piattaforme digitali e streaming il 23 ottobre 2020. Il brano in lingua italiana entra in rotazione radiofonica dal 30 ottobre 2020. Il 1º febbraio viene pubblicata una nuova traccia Io sì (Seen) (Ita/Eng Version) composta da una parte in lingua italiana e da una parte in lingua inglese. Il 23 aprile 2021 viene infine pubblicato il vinile 12" (tiratura limitata a 4 000 copie) con le 6 tracce e in download digitale un EP con tutte le tracce remixate da Dave Audé: la versione in lingua italiana remix entra anche in rotazione radiofonica dallo stesso giorno.

## Tracce
L'EP pubblicato il 23 ottobre 2020 contiene 5 tracce mentre quello pubblicato il 1º febbraio 2021 aggiunge 1 traccia.
EP Download digitale Io sì (Seen) (2020)
1. Io sì (Seen) (lingua italiana) – 3:54 (testo: Laura Pausini, Niccolò Agliardi – musica: Diane Warren)
2. Seen (Io sì) (lingua inglese) – 3:54 (testo: Diane Warren – musica: Diane Warren)
3. Yo si (Io sì) (lingua spagnola) – 3:54 (testo: Laura Pausini, Niccolò Agliardi – musica: Diane Warren)
4. Moi si (Io sì) (lingua francese) – 3:54 (testo: Laura Pausini, Niccolò Agliardi – musica: Diane Warren)
5. Eu sim (Io sì) (lingua portoghese) – 3:54 (testo: Laura Pausini – musica: Diane Warren)

EP Download digitale Io sì (Seen) (2021)
1. Io sì (Seen) (lingua italiana) – 3:54 (testo: Laura Pausini, Niccolò Agliardi – musica: Diane Warren)
2. Seen (Io sì) (lingua inglese) – 3:54 (testo: Diane Warren – musica: Diane Warren)
3. Io sì (Seen) (Ita/Eng Version) (lingua italo-inglese) – 3:54 (testo: Diane Warren, Laura Pausini, Niccolò Agliardi – musica: Diane Warren)
4. Yo si (Io sì) (lingua spagnola) – 3:54 (testo: Laura Pausini, Niccolò Agliardi – musica: Diane Warren)
5. Moi si (Io sì) (lingua francese) – 3:54 (testo: Laura Pausini, Niccolò Agliardi – musica: Diane Warren)
6. Eu sim (Io sì) (lingua portoghese) – 3:54 (testo: Laura Pausini – musica: Diane Warren)

EP Download digitale Io sì (Seen) Remix
1. Io sì (Seen) (Dave Audé Remix - lingua italiana) – 3:30 (testo: Laura Pausini, Niccolò Agliardi – musica: Diane Warren)
2. Seen (Io sì) (Dave Audé Remix - lingua inglese) – 3:30 (testo: Diane Warren – musica: Diane Warren)
3. Io sì (Seen) (Ita/Eng Version) (Dave Audé Remix - lingua italo-inglese) – 3:30 (testo: Diane Warren, Laura Pausini, Niccolò Agliardi – musica: Diane Warren)
4. Yo si (Io sì) (Dave Audé Remix - lingua spagnola) – 3:30 (testo: Laura Pausini, Niccolò Agliardi – musica: Diane Warren)
5. Moi si (Io sì) (Dave Audé Remix - lingua francese) – 3:30 (testo: Laura Pausini, Niccolò Agliardi – musica: Diane Warren)
6. Eu sim (Io sì) (Dave Audé Remix - lingua portoghese) – 3:30 (testo: Laura Pausini – musica: Diane Warren)

12" – Io sì (Seen)
- Lato A

1. Io sì (Seen) (lingua italiana) – 3:54 (testo: Laura Pausini, Niccolò Agliardi – musica: Diane Warren)
2. Seen (Io sì) (lingua inglese) – 3:54 (testo: Diane Warren – musica: Diane Warren)
3. Io sì (Seen) (Ita/Eng Version) (lingua italo-inglese) – 3:54 (testo: Diane Warren, Laura Pausini, Niccolò Agliardi – musica: Diane Warren)

- Lato B

1. Yo si (Io sì) (lingua spagnola) – 3:54 (testo: Laura Pausini, Niccolò Agliardi – musica: Diane Warren)
2. Moi si (Io sì) (lingua francese) – 3:54 (testo: Laura Pausini, Niccolò Agliardi – musica: Diane Warren)
3. Eu sim (Io sì) (lingua portoghese) – 3:54 (testo: Laura Pausini – musica: Diane Warren)

## Formazione
- Diane Warren − compositrice
- Laura Pausini − cantante, compositrice
- Niccolò Agliardi − compositore
- Greg Wells − produttore, mixer, ingegnere, tastiere, batteria, percussioni, Chitarra
- Paolo Carta − produttore vocale, registrazione, mixer, masterizzazione
- Bonnie Greensberg − produttore esecutivo
- Kyle Townsend − produzione addizionale
- Christy Gerhart − coordinatore di produzione per la registrazione
- Strings FILMharmonic Orchestra, Praga − orchestra
- Richard Hein − conduttore d'orchestra
- Jan Holzner − ingegnere del suono
- Michael Hradiský − assistente ingegnere
- Petr Pýcha − direttore di registrazione
- Gary Chester − coordinatore di sessione
- David Richard Campbell − arrangiamento archi
- Brandon Williams − preparazione, editing
- Rita Chepurchenko − violino
- Petr Malýšek − violoncello

## Video musicale
Il videoclip (in lingua italiana) è stato diretto dal regista Edoardo Ponti e vede la partecipazione di Sophia Loren. Un'anteprima di 30 secondi del videoclip viene presentata il 22 ottobre 2020 durante il TG1 e il TG5 serale e la versione completa resa disponibile il 29 ottobre 2020 sul canale YouTube della Warner Music Italy. Il 1º febbraio 2021 viene pubblicato il videoclip nella versione italo-inglese.

## Esibizioni dal vivo
Laura Pausini ha eseguito la canzone dal vivo agli International Peace Honors il 17 gennaio 2021, alla cerimonia virtuale dell'11° Hollywood Music in Media Awards, tenutasi il 27 gennaio 2021 e, per la prima volta in Italia, il 3 marzo 2021 nella seconda serata del 71° Festival della canzone italiana di Sanremo in seguito alla vittoria ai Golden Globe 2021. Inoltre ha eseguito la canzone in lingua italo-inglese accompagnata al pianoforte da Diane Warren sulla terrazza dell'Academy Museum of Motion Picture di Los Angeles; tale esibizione è stata registrata e mandata in onda il 25 aprile 2021 durante la serata di premiazione dei Premi Oscar 2021. L'11 maggio 2021 ha eseguito la canzone durante la 66ª edizione dei David di Donatello dal Teatro dell'Opera di Roma.

## Riconoscimenti
- Miglior canzone originale ai Golden Globe 2021[13]
- Miglior canzone originale ai Satellite Awards 2021[14]
- Migliore canzone originale ai Nastri d'argento 2021[15]
- Miglior canzone al Capri, Hollywood – International Film Festival 2021[16]
- Miglior canzone internazionale ai CinEuphoria Awards 2021[17]
- Miglior canzone originale agli Hollywood Music in Media Awards 2021[18]
- L.A., ITALIA - Master in Music Award ai Los Angeles Italia Film Festival 2021[19]
- Nomination ai Premi Oscar 2021 nella miglior canzone originale[20]
- Nomination ai Critics' Choice Awards 2021 nella categoria miglior canzone originale[21]
- Nomination ai David di Donatello 2021 nella miglior canzone originale[22]
- Nomination ai Gold Derby Film Awards 2021 nella categoria miglior canzone originale[23]
- Nomination ai Latino Entertainment Journalists Association Film Awards 2021 nella categoria miglior canzone[24]
- Nomination ai Georgia Film Critics Association 2021 nella categoria miglior canzone originale[25]
- Nomination agli Hawaii Film Critics Society Awards 2021 nella categoria miglior canzone originale[26]
- Nomination agli Houston Film Critics Society Awards 2020 nella categoria miglior canzone originale[27]
- Nomination ai BreakTudo Awards nella categoria inno dell'anno[28]

## Classifiche
| Classifica (2020) | Posizione massima |
| ----------------- | ----------------- |
| Italia            | 71                |